# جون ستون (مخرج)
جون ستون (بالإنجليزية: Jon Stone)‏ هو كاتب سيناريو ومنتج أفلام ومخرج أمريكي، ولد في 13 أبريل 1931 في نيو هيفن في الولايات المتحدة، وتوفي في 13 مارس 1997 في نيويورك في الولايات المتحدة بسبب تصلب جانبي ضموري.

## وصلات خارجية
- جون ستون على موقع IMDb (الإنجليزية)
- جون ستون على موقع ألو سيني (الفرنسية)
- جون ستون على موقع ميوزك برينز (الإنجليزية)
- جون ستون على موقع ديسكوغز (الإنجليزية)
- جون ستون على موقع قاعدة بيانات الفيلم (الإنجليزية)
- جون ستون على موقع كينوبويسك (الروسية)